# Marie Korandová
Marie Korandová, provdaná Majtánová (4. února 1936 Plzeň – 30. dubna 2024 Bratislava), byla česká a slovenská jazykovědkyně, spisovatelka a vysokoškolská pedagožka.

## Život
Pocházela z plzeňské rodiny, která v ní podnítila vztah k literatuře a dějinám, zejména regionálním. Část rodiny z matčiny strany měla kořeny na Chodsku. Navštěvovala v Plzni jeden rok dívčí reálné gymnázium, které se posléze změnilo v koedukovanou jedenáctiletou střední školu. Po maturitě studovala rok na Pedagogické fakultě v Plzni a poté nastoupila na Filozofickou fakultu Univerzity Karlovy v Praze, kde v letech 1955–1959 studovala obory bohemistika a rusistika. Po absolutoriu byla přijata v roce 1960 do dialektologického oddělení Ústavu pro jazyk český Československé akademie věd. V roce 1970 získala doktorát a o rok později obhájila vědeckou aspiranturu. Po sňatku se slovenským jazykovědcem Milanem Majtánem odešla v roce 1963 na Slovensko, kde v letech 1967–1992 pokračovala ve své vědecké práci nejprve v Ústavu slovenského jazyka Slovenské akademie věd, později v Jazykovědném ústavu Ľudovíta Štúra SAV. Zaměřila se především na výzkum dialektologie a onomastiky. Přednášela bohemistiku na vysokých školách v Nitře a Bratislavě. Vzhledem k tomu, že ovládala češtinu i slovenštinu, zaměřila se ve své práci také na jejich srovnávání. Po odchodu do důchodu v roce 1992 se často vracela do Čech a pod svým rodným jménem Korandová se věnovala literární tvorbě. Od roku 1998 byla členkou Střediska západočeských spisovatelů.

## Ceny a ocenění
Oceňována byla za svou vědeckou i literární práci. Několikrát získala cenu Literární Šumavy. V roce 2012 převzala ocenění Významná česká žena ve světě, které uděluje Mezinárodní koordinační výbor zahraničních Čechů.
- Cena Andreja Chudobu – 2002

- Cena Bohumila Polana – 2002
- Cena poroty Jednoty tlumočníků a překladatelů za Slovník vydaný ve Slovenské republice (Historický slovník slovenského jazyka) – 2010
- Významná česká žena ve světě – 2012[1]

## Dílo
V počátcích své vědecké práce se věnovala porovnávání starší české a slovenské botanické terminologie s jinými slovanskými jazyky, později na Slovensku se zaměřila na historii slovenského jazyka. Systematický výzkum prováděla také v oblasti onomastiky na Slovensku i v Čechách. Překládala ze slovenštiny, němčiny, polštiny, ruštiny a lužické srbštiny. Publikovala v odborných časopisech: např. Kultúra slova, Slavica Slovaca, Slovenská reč. Podílela se na vytvoření čtyřdílného Historického slovníku slovenského jazyka (1989 – 2008). Svá díla psala česky i slovensky.
Po odchodu do důchodu se věnovala psaní prozaických děl pro děti i dospělé. Sbírala a zpracovávala pohádky i pověsti. Ve své literární prvotině Dřevěný chlebíček se inspirovala vzpomínkami dědečka z České Kubice. Napsala několik historických románů, především z období národního obrození z Domažlicka, Plzeňska a Pošumaví. V biografických prózách se věnovala opomíjeným regionálním osobnostem, například Josefu Vojtěchu Sedláčkovi a Josefu Františku Smetanovi či nýrskému národopisci německého původu Josefu Blauovi. Vydala také autobiografickou knihu o svém životě v Plzni Petřín mého mládí. Významnou ilustrátorkou jejích knih byla plzeňská výtvarnice Marie Lacigová. I v prozaické tvorbě se projevuje autorčina původní profese, díla jsou psána krásným jazykem, doplňována medailonky postav, archivními ukázkami i dobovými fotografiemi.

### Beletristické dílo
- Dřevěný chlebíček (1984)
- O modrém ptáčku (1984)
- Keď pojdeš s košíčkom (1987)
- V královstve rastlin: knížka - hračka o přírodě (1987)
- Jak sedláček hospodařil (1987)
- O ztracené princezně (1988)
- Až já budu velká (1988)
- Světem živočichů (1994)
- Světem rostlin (1995)
- Zahrada pod kulatou věží (1999)
- Plzeňské předjaří (2001)
- Stráž: nejmenší privilegovaná ves domažlických Chodů (2001)
- Pročpohádky: lidové legendy z Chodska (2003)
- Chodské pověsti a legendy (2004)
- Chodové v pověstech (2006)
- Volba profesora Klostermanna (2007)
- Všerubský doktor se vrací (2009)
- Petřín mého mládí, aneb, U Světovaru č. 3 (2010)
- Evropan z Domažlic: MUDr. Antonín Steidl (1832-1913) (2010)
- Pověsti a legendy západních Čech (2011)
- Piruety na ostří nože (2016)
- Sága rodu Škodů (2016)
- Západočeská dramata J. K. Tyla (2018)